# Barkanoszok
Barkanoszok, talán egy ókori parthus törzs Hürkánia határán. az is elképzelhező, hogy az elnevezés nem is jelent önálló népet, hanem a perzsa varkána (farkasföld) szóból képzett elnevezés. Ktésziasz Knidiosz szerint Kürosz Asztüagész méd királyt megbuktatása után a barkanoszok uralkodójává tette. Curtius Rufus szerint a barkanoszok Dareiosz seregéhez 12000 emberrel járultak hozzá.